# Grimmia sessitana
Grimmia sessitana là một loài Rêu trong họ Grimmiaceae. Loài này được De Not. mô tả khoa học đầu tiên năm 1869.

## Hình ảnh

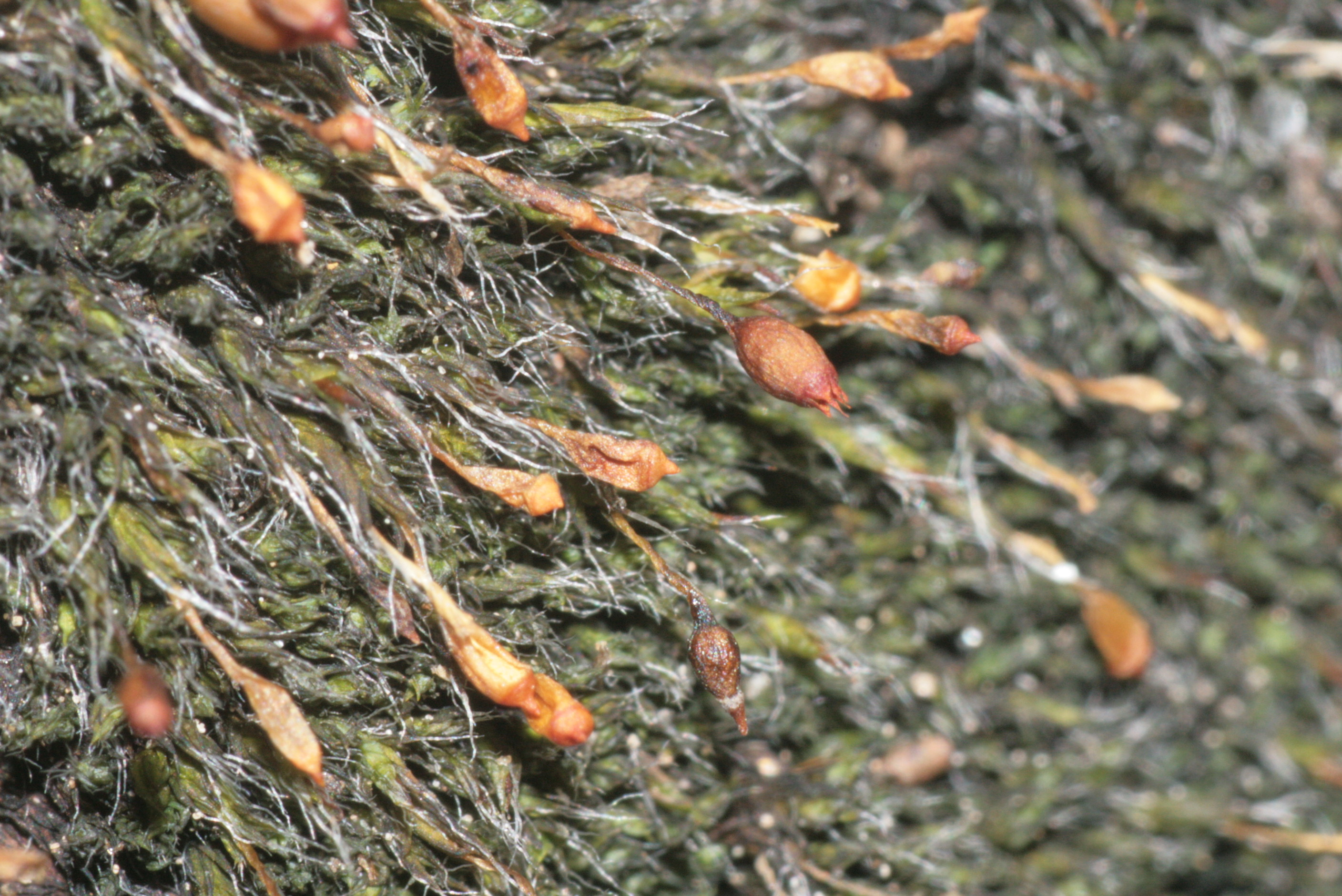
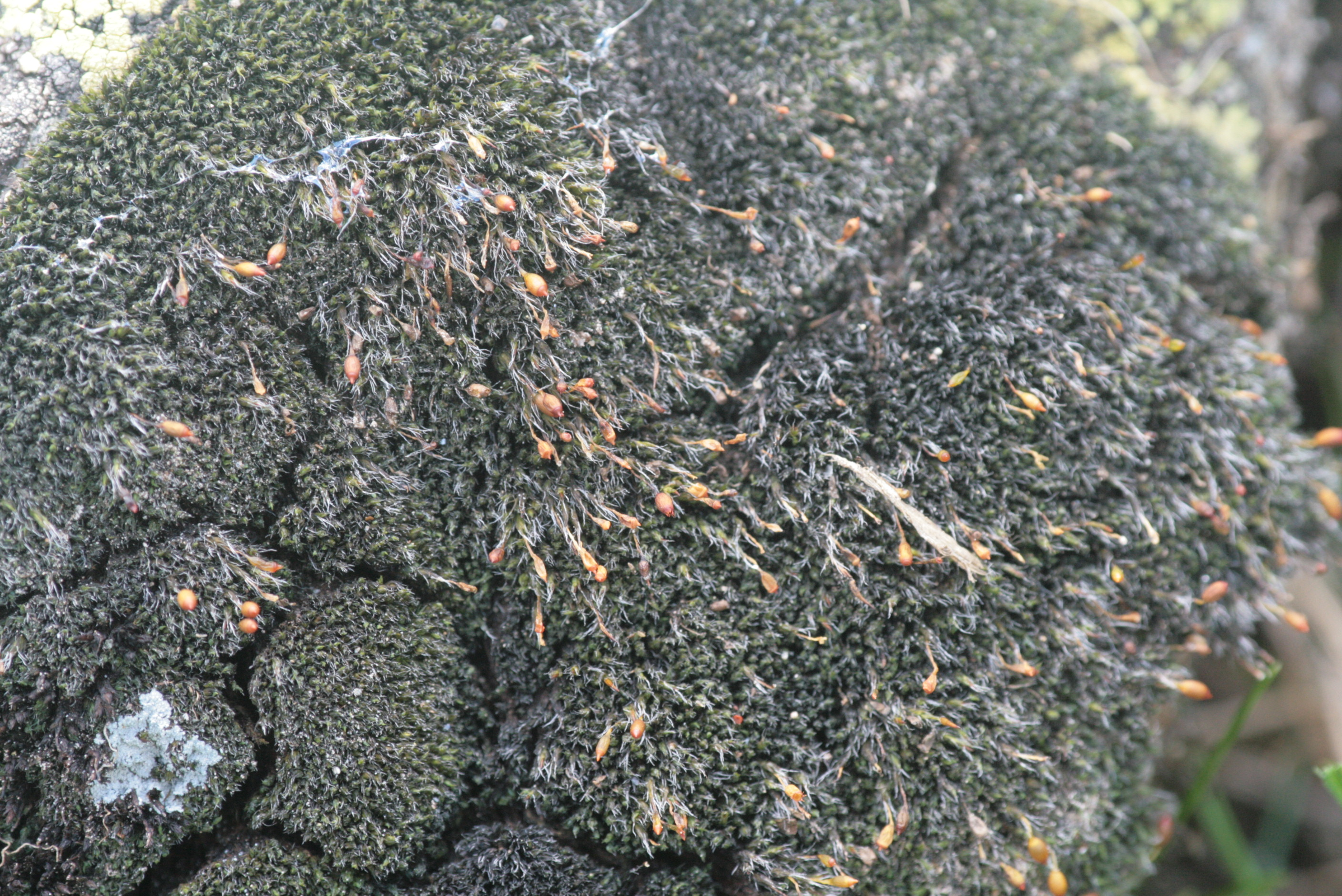
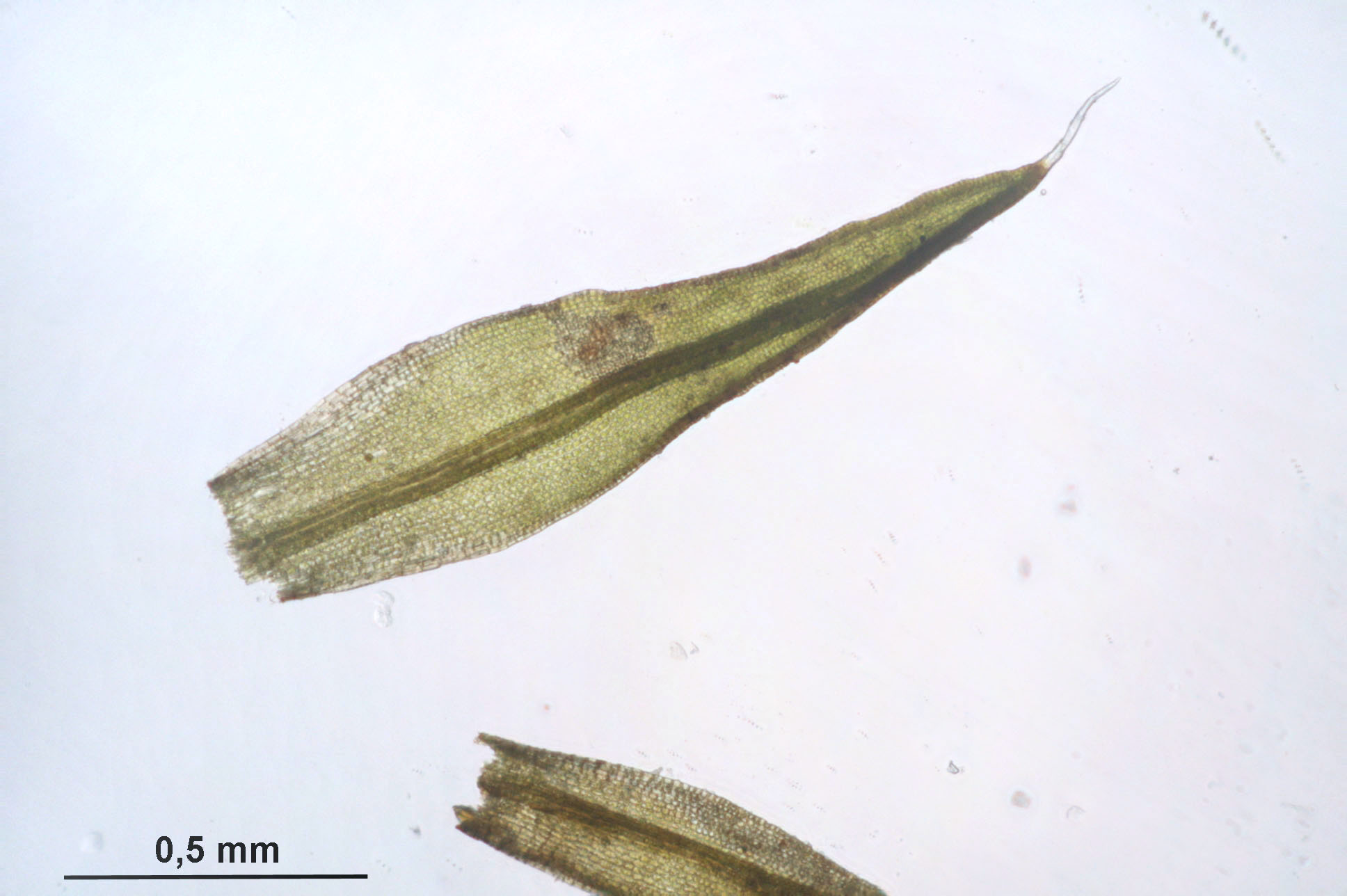
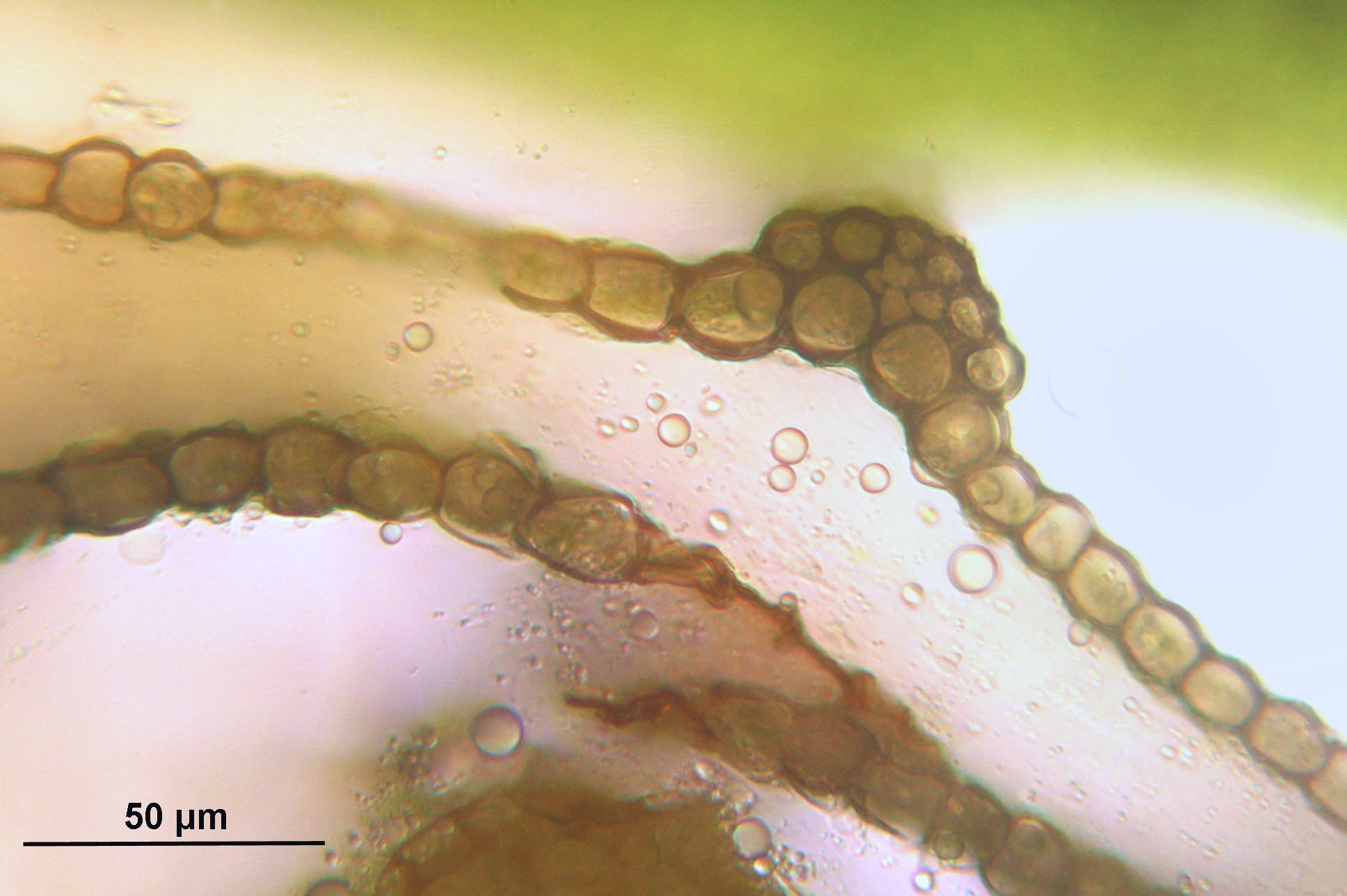